# Sint-Antoniuskapel (Heythuysen)

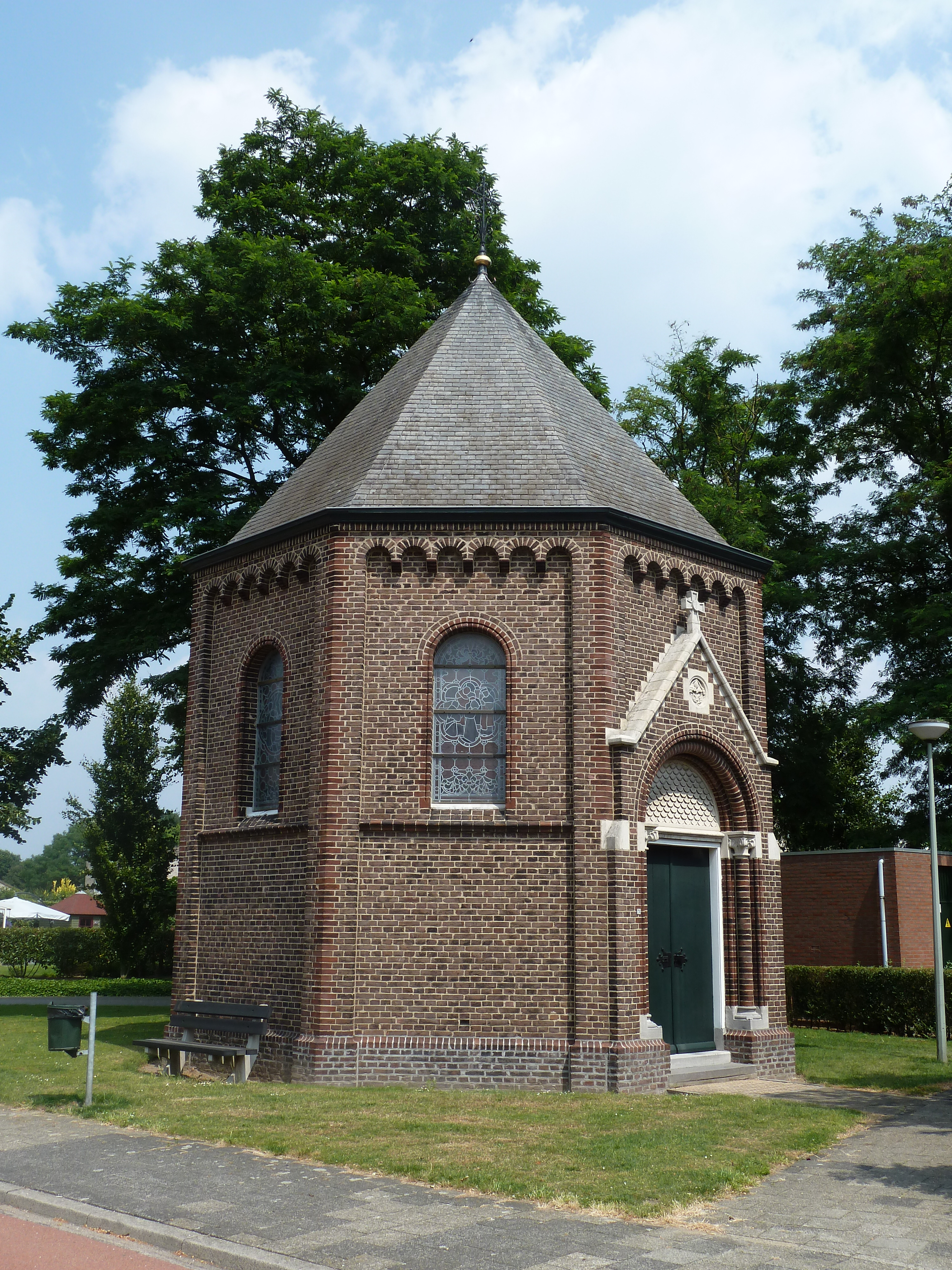
Sint-Antoniuskapel

De Sint-Antoniuskapel is een kapel in Heythuysen in de Nederlands Midden-Limburgse gemeente Leudal. De kapel staat in het noorden van het dorp aan de Sint Antoniusstraat 28 naast de splitsing met de Arevenlaan. Op ongeveer 120 meter naar het noorden staat de windmolen Sint-Antonius en op ongeveer 470 meter naar het zuiden staat de Sint-Nicolaaskerk.
De kapel is gewijd aan de heilige Antonius van Padua.

## Geschiedenis
Rond 1902 werd de kapel gebouwd in opdracht van Elisabeth Clemens.
Op 6 november 2001 werd de kapel ingeschreven in het rijksmonumentenregister.

## Bouwwerk
De bakstenen kapel is gebouwd in neoromaanse stijl op een achthoekig plattegrond volgens centraalbouw en wordt gedekt door een tentdak met leien. Op de top van het dak is een smeedijzeren kruis aangebracht. De gevels van de kapel zijn voorzien van hoeklisenen die risaleren geaccentueerd door de rode bakstenen, met bovenaan de gevels onder de dakrand een rondboogfries. Zes van de acht gevelzijden zijn voorzien van twee geledingen met in de bovenste geleding een rondboogvenster met glas-in-lood. De achtergevel heeft ook twee geledingen maar is blind uitgevoerd. In de frontgevel bevat een uitspringende tuitgevel die wordt afgedekt met een band hardsteen en op de top bekroond wordt met een stenen kruis. Onder de hardstenen band is in de geveltop een gevelsteen met bloem- en granaatappelmotief van hardsteen aangebracht. Hieronder bevindt zich de rondboogvormige ingang met aan beide zijdes van de rechthoekige houten dubbele deur een bakstenen driekwartzuiltje op een natuurstenen basement en met een natuurstenen kapiteel. De timpaan boven de deur is er ter decoratie een schubmotief aangebracht.
Van binnen heeft de kapel een houten kruisribgewelf dat gedragen wordt door bakstenen pilasters met natuurstenen basement en kapiteel. Op de vloer liggen nog de authentieke plavuizen. Tegen de achterwand van de kapel is een wit stenen altaar geplaatst waarop een beeld van de heilige Antonius van Padua geplaatst is. Het beeld stamt uit 1902 en is van de hand van beeldhouwer Jozef Thissen.